# Unione Democratica Federale
L'Unione Democratica Federale (acronimo UDF, in tedesco Eidgenössisch-Demokratische Union, EDU) è un partito politico svizzero.
L'EDU-UDF si caratterizza per posizioni cristiano - conservatrici. È un partito d'ispirazione protestante. Porta avanti tematiche che definisce "moralizzatrici" all'interno della politica e della società svizzera, in modo particolare opponendosi al diritto all'aborto, alla liberalizzazione delle droghe e ai matrimoni tra persone dello stesso sesso.
È rappresentata in quasi tutti i cantoni svizzeri.
Dall'ottobre 2005 esiste anche una sezione di lingua italiana, l'UDF Ticino.